# Клан Путіна

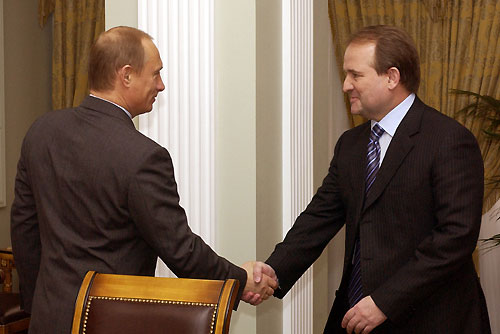
Путін з кумом, олігархом Віктором Медведчуком

«Клан Володимира Путіна», «Сім'я» Путіна  — найближче родинне, політичне і ділове оточення президента Росії Володимира Путіна, у ЗМІ та політологами розглядається як олігархічний клан.
У сімейну справу входять племінники Путіна Михайло Путін і Михайло Шеломов, колишня дружина Володимира Путіна Людмила, його брат Ігор, кожен із яких має безпосередній стосунок до великих фінансових структур (досить згадати хоча б банк «Росія»). Друзі молодості Путіна та його колеги по службі у КДБ. А також ділові партнери, з якими він зблизився завдяки сумісному кримінальному бізнесу під час служби у мерії Петербургу.
Відповідно до Розділу 241 Закону США № 3364 від 2 серпня 2017 Про відсіч російській агресії, фінансова розвідка США зобов'язана на початку лютого 2018 надати Конгресу і президенту США список осіб, які належать до оточення Путіна.

## Статки
Британська газета The Sunday Times із посиланням на журнал The New Times і чеська газета Lidové noviny підрахували, що Володимир Путін за час свого перебування при владі створив імперію вартістю 130 млрд доларів. Чеська газета віддає так званому «клану Володимира Путіна» перше місце в рейтингу найбагатших «сімей» світу.
16 лютого 2015 року голова інвестиційного фонду Hermitage Capital Білл Браудер, в минулому найбільший закордонний інвестор в Росії, заявив в інтерв'ю американському телеканалу CNN, що президент Росії Володимир Путін зберігає на рахунках у швейцарських банках $200 мільярдів доларів США.

## Рідня
- Путіна Людмила Олександрівна — колишня дружина Володимира Путіна
- Тихонова Катерина Володимирівна  — донька Володимира Путіна та Людмили Путіна
- Воронцова Марія Володимирівна — донька Володимира Путіна та Людмили Путіна
- Розова Луїза Володимирівна — донька Володимира Путіна та Світлани Кривоногих
- Кабаєва Аліна Маратівна — коханка Володимира Путіна

- Ігор Путін — двоюрідний брат, «гаманець Путіна» в офшорах, фігурант «панамського досьє»
- Олександр Путін — дядько, «гаманець Путіна» в офшорах, фігурант «панамського досьє»
- Віра Путіна

## Друзі дитинства і молодості
- Аркадій і Борис Ротенберги — друзі Путіна по підлітковій секції самбо у Ленінграді. В наш час олігархи, які мають монополію постачань труб для Газпрому тощо.
- Петро Колбін — співвласник Gunvor, друг з дитинства Володимира Путіна.
- Сергій Ролдугін — музика-віолончеліст, сусід по дачі, приятель, який познайомив Путіна з його майбутньою жінкою Людмилою. Також один з «гаманців Путіна» в офшорах, фігурант «панамського досьє»

## Члени кооперативу «Озеро»
- Юрій Ковальчук — голова ради директорів банку «Росія». Співзасновник «Національної Медіа Групи» (включно РЕН ТВ, Перший канал, П'ятий канал, «Известия» та інші), особистий друг Путіна
- Микола Шамалов — колишній лікар-стоматолог, один зі співзасновників кооперативу «Озеро», фігурант європейського санкційного списку, сват Путіна. Очолював представництво Siemens в С.-Петербурзі, збирав з підлеглих гроші на будівництво «палацу Путіна» у Геленджику. Син Шамалова Кирило був одружений з дочкою Путіна Катериною Тихоновою. Віцепрезидент холдингу «Сибур».
- Андрій Фурсенко — Один із співзасновників кооперативу «Озеро». Міністр освіти, потім помічник президента РФ.

## Колеги по службі в КДБ
- Ігор Сєчин — персональний секретар, ад'ютант Путіна від КДБ у мерії Петербургу, а потім і у Кремлі. Президент Роснафти, рейдерськи захопив фонди компанії ЮКОС.
- Сергій Чемезов — Колега під час служби Путіна у представництві КДБ у Дрездені у 1980-х роках. Генеральний директор корпорації «Ростех», голова громадської організації «Союз машинобудівників Росії», генерал-полковник, член бюро Вищої ради партії «Єдина Росія».
- Сергій Іванов — однокурсник Путіна у школі КДБ. Міністр оборони РФ, глава адміністрації президента РФ. Права рука Путіна, один з ключових виконавців, генерал-полковник.
- Віктор Іванов — співслужбовець у КДБ Ленінграду та мерії Санкт-Петербургу, глава Федеральної служби з контролю за обігом наркотиків (до травня 2016), генерал-полковник. Головний підозрюваний в організації убивства Олександра Литвиненка.
- Володимир Якунін — глава РЖД, співзасновник кооперативу «Озеро».

## Бізнес-партнери
- Геннадій Тимченко — співвласник нафтового трейдера Gunvor, який продає 50 % російської нафти (цю компанію називають четвертим нафтовим трейдером за розміром у світі). (Ленінградський Військово-механічний інститут)
- Юрій Ковальчук — голова ради директорів Банку Росія, власник більшості російський федеральних телеканалів, спеціалісти вважають його особистим касиром Путіна і його оточення.[11] (Ленінградський державний університет)
- Олексій Міллер — голова Газпрому. (Ленінградський фінансово-економічний інститут)
- Віктор Зубков — заступник Путіна у мерії Петербурга (1991—1993), Голова Уряду РФ (2007—2008), голова Ради директорів Газпрому. (Ленінградський сільськогосподарський інститут)
- Олексій Громов — заступник начальника Генерального штабу Збройних Сил Російської Федерації, генерал-полковник. (історичний факультет Московський державний університет ім. М. В. Ломоносова, кафедра історії південних і західних слов'ян.)
- В'ячеслав Володін — Голова Державної Думи Російської Федерації. (Саратовський інститут механізації сільського господарства)
- Ігор Сергун — голова військової розвідки РФ.
- Сергій Собянін — мер Москви.[12] (Ульяновська філія Всесоюзного юридичного заочного інституту)
- Володимир Кожин — керівник справами президента РФ.
- Дмитро Козак — колишній заступник Голови Уряду Російської Федерації. (Закінчив юридичний факультет Ленінградського державного університету.)
- Володимир Чуров — колишній голова ЦВК Російської Федерації. (Закінчив громадський дворічний факультет журналістики Ленінградського державного університету)
- Герман Греф — російський політик і урядовець. Економіст. Голова правління Сбербанку Росії.[13] (юридичний факультет Ленінградського університету)
- Євген Пригожин — ресторатор і шеф-кухар Путіна, особа, яка номінально фінансувала його воєнні закордонні авантюри; фігурант списку міжнародних санкцій.

20 березня 2014 року Державна скарбниця США оприлюднила список 20 членів найближчого оточення президента РФ Володимира Путіна, яким не лише заборонено в'їзд до Сполучених Штатів, а й заморожено рахунки та конфісковано майно, розташоване на території США.

## Кум
- Віктор Медведчук є кумом Володимира Путіна, який хрестив його доньку Дарину[16] та реалізовує його політику в Україні, зокрема через свою політичну організацію «Український вибір»

## Відео
- Путин. Коррупция. VI — Клан Путина во власти и бизнесе [Архівовано 7 Березня 2014 у Wayback Machine.] (рос.)
- Окружение Путина (Кремлевская банда) [Архівовано 9 Травня 2016 у Wayback Machine.] (рос.)
- Тайные Богатства Путина (Putin's Secret Riches) [Архівовано 26 Січня 2016 у Wayback Machine.](рос.)